# ابوالفضل حری
ابوالفضل حری (متولد ۱۳۵۱) ادب‌پژوه و مترجم ایرانی و دانشیار گروه زبان و ادبیات انگلیسی دانشگاه اراک است.

## زندگی
در سال ۱۳۵۱ در اراک متولد شد. تحصیلاتش را تا پایان دبیرستان در اراک گذراند. در سال ۱۳۶۶ با انجمن سینمای جوانان ایران آشنا شد که نتیجهٔ آن، ساخت چند فیلم کوتاه و داستانی بود. دورهٔ کارشناسی زبان و ادبیات انگلیسی را در دانشگاه علامه طباطبایی گذراند و همزمان با دفتر جهاد دانشگاهی در زمینه‌های فرهنگی و هنری همکاری داشت. از سال ۱۳۷۲ به بعد به ترجمه، تألیف و چاپ ده‌ها مقاله در روزنامه‌ها و مجلات داخلی پرداخت و نامزد دریافت قلم بلورین در رشتهٔ نقد در ششمین جشنواره مطبوعات و برنده لوح زرین و قلم بلورین در نهمین دورهٔ این جشنواره بود. همچنین برای نقدِ فرمالیستی شعر تا انتها حضور اثر سهراب سپهری، در چهارمین جشنواره نقد کتاب به‌عنوان برگزیده معرفی شد. او که دورهٔ کارشناسی ارشد و دکتری را هم در دانشگاه علامه طباطبایی گذرانده‌است، در جهاد دانشگاهی واحد علامه و سپس دانشگاه اراک به تدریس زبان و ادبیات انگلیسی پرداخته و از مهر ۱۳۸۲ عضو هیئت علمی دانشگاه اراک است.
حری از داوران جایزه ابوالحسن نجفی و کتاب سال ایران است و برای نگارش کتاب کلک خیال‌انگیز: بوطیقای ادبیات وهمناک، کرامات و معجزات برندهٔ جایزهٔ ادبی جلال آل‌احمد شد.
حری همچنین برای طرح پژوهشی با عنوان «بررسی سبک صالح حسینی در مقام مترجمی ادبی در ترجمه‌های فارسی به سوی فانوس دریایی و خشم و هیاهو» برگزیدهٔ پنجمین دورهٔ جشنوارهٔ فارابی شد.

## آثار

### تألیف
- دربارهٔ طنز: رویکردی نوین به طنز و شوخ‌طبعی، تهران: سوره مهر، ۱۳۸۷
- کلک خیال‌انگیز: بوطیقای ادبیات وهمناک، کرامات و معجزات، تهران: نشر نی، ۱۳۹۳

### ترجمه
- از ادبیات تا سینما (مجموعه مقاله)؛ تهران: انتشارات فارابی، ۱۳۸۳
- درآمدی نقادانه-زبان‌شناختی در روایت؛ مایکل تولن، تهران: بنیاد سینمایی فارابی، ۱۳۸۴
- روایت داستانی: بوطیقای معاصر؛ شلومیت ریمون-کنان، تهران: نیلوفر، ۱۳۸۷
- روایت‌شناسی: راهنمای درک و تحلیل ادبیات داستانی (مجموعه ۱۵ مقاله)؛ اراک: حوزه هنری، ۱۳۹۲
- روایت‌شناسی: راهنمای خواننده به جهان روایت. مانفرد یان. تهران: علمی و فرهنگی، ۱۳۹۹
- مطالعه قرآن به منزله اثری ادبی: رویکردهای ادبی- زبان‌شناختی؛ مستنصر میر. تهران: نیلوفر ۱۳۹۱
- جستارهایی در باب نظریه روایت و روایت‌شناسی، ابوالفضل حری، تهران: خانه کتاب، ۱۳۹۲